# Hermann Marx (Mediziner)
Hermann Marx (* 5. Februar 1877 in Worms; † 8. Dezember 1953 in Würzburg) war ein deutscher HNO-Arzt.

## Leben
Hermann Marx war ein Sohn von Gymnasialprofessor Rudolf Marx (1835–1896) und Rosine Salome, geb. Rasor. Ab 1897 studierte er in Gießen, Heidelberg und Bern. Er war Mitglied der Studentenverbindung Karlsruhensia Heidelberg. 1902 promovierte er an der Universität Heidelberg zum Doktor der Medizin. Anschließend arbeitete er ein halbes Jahr in einem Sanatorium in der Schweiz, bevor er an der Universität Heidelberg als Assistent am Pathologischen Institut, in der Chirurgie sowie der Augen- und Ohrenklinik tätig war. Ab 1907 setzte er sein medizinisches Studium fort und wurde 1909 an der Universität Heidelberg bei Werner Kümmel habilitiert. 
1911/1912 hatte Marx eine Lehrstuhlvertretung für Rhino-Laryngologie an der Universität Freiburg inne. Während des Ersten Weltkriegs leistete er Kriegsdienst und wurde 1918/1919 mit dem Hanseatenkreuz ausgezeichnet. Bis 1920 leitete er das Lazarett für Hals-, Nasen- und Ohrenkranke in Heidelberg. Nachdem er an der Universität Heidelberg bereits ab 1915 als nichtetatmäßiger Professor gelehrt hatte, setzte er dies von 1920 bis 1924 als nichtplanmäßiger, außerordentlicher Professor fort. 
Ab 1924 war Marx erster ordentlicher Professor für Hals-, Nasen- und Ohrenheilkunde an der Universität Münster, bevor er 1928 ordentlicher Professor für Hals-, Nasen- und Ohrenheilkunde an der Julius-Maximilians-Universität Würzburg wurde als Nachfolger von Paul Manasse. Gleichzeitig amtierte er auch als Vorsteher der Universitätsklinik und Poliklinik für Ohren-, Nasen und Kehlkopfkrankheiten. Von 1935 bis 1947 war er zudem Direktor des Luitpoldkrankenhauses, wo er während des Zweiten Weltkriegs als Chefarzt des Reservelazaretts Dienst leistete. 1945 enthob ihn die Militärregierung seines Amtes als ordentlicher Professor und Vorsteher der Uniklinik, er wurde jedoch gleichzeitig als deren kommissarischer Leiter wieder eingesetzt. 1947 wurde er emeritiert. 
Marx befasste sich besonders mit Erkrankungen von Nase und Kehlkopf. Er war Mitarbeiter am Handbuch der inneren Medizin (3. Auflage, Band 6, Teil 1, 1941).
1940 wurde Hermann Marx in der Sektion Oto-Rhino-Laryngologie als Mitglied in die Deutsche Akademie der Naturforscher Leopoldina aufgenommen. Er war Ehrenmitglied der Deutschen Gesellschaft der Hals-Nasen-Ohrenärzte, die in seinem Todesjahr 1953 den Hermann-Marx-Preis stiftete.
Sein Wohnhaus in Würzburg ist jetzt ein Corpshaus (Corps Makaria Guestphalia).